# Roman Werfel
Roman Karol Werfel (* 24. Mai 1906 in Lwów; † 2003 im Vereinigten Königreich) war ein Journalist und Politiker der Polnischen Vereinigten Arbeiterpartei PZPR (Polska Zjednoczona Partia Robotnicza) in der Volksrepublik Polen, der unter anderem 1956 für einige Monate Chefredakteur der Parteizeitung Trybuna Ludu war und 1968 aus der PZPR ausgeschlossen wurde. Erst 1983 wurde er wieder in die PZPR aufgenommen und lebte zuletzt in Großbritannien.

## Leben

### Kommunistischer Funktionär, Haftstrafen und Zweiter Weltkrieg
Roman Karol Werfel, Sohn von Daniel Werfel und dessen Ehefrau Tekla, trat bereits als Schüler 1921 in den Kommunistischen Jugendverband Polens KZMP (Komunistyczny Związek Młodzieży Polski) ein und wurde Sekretär des Komitees des KZMP. Er war von 1923 bis 1924 Mitglied des Zentralkomitees (ZK) des Kommunistischen Jugendverbandes der Westukraine KZMZU (Komunistyczny Związek Młodzieży Zachodniej Ukrainy) und nahm eine Tätigkeit in der Redaktion der Trybuna Robotnicza in Lwów auf. 1924 wurde er Mitglied der Kommunistischen Arbeiterpartei Polens KPRP (Komunistyczna Partia Robotnicza Polski), die seit 1925 den Namen Kommunistische Partei Polens KPP (Komunistyczna Partia Polski) trug, und wurde wegen politischer Aktivitäten verhaftet. Nachdem er gegen Kaution aus dem Gefängnis entlassen worden war, begann er ein Studium an der Rechts- und Staatswissenschaftlichen Fakultät der Universität Wien. Nach Abschluss des Studiums kehrte er 1928 nach Lwów zurück und trat dort der Kommunistischen Partei der Westukraine KPZU (Komunistyczna Partia Zachodniej Ukrainy). Zugleich wurde er Sekretär des Kommunistischen Jugendverbandes Polens in Stanisławów. 1930 lebte er kurz in Krakau und wurde dann als Verbindungsmann der KPP nach Berlin entsandt. 1931 kehrte er nach Polen zurück und wurde Sekretär des Bezirkskomitees der KPP in Stanisławów. Kurz darauf wurde er festgenommen und wegen seiner staatsfeindlichen Aktivitäten unter den Tarnnamen „Stecki“, „Gert“ und „Frank“ zu einer Haftstrafe verurteilt.
Nach seiner Haftentlassung wurde 1935 wurde Werfel Leiter der Zentralredaktion der KPZU in Lwów bis ihm 1936 die Parteimitgliedschaft entzogen wurde. Im Anschluss war er zwischen 1936 und 1939 Redakteur der Zeitschrift Epoka (‚Epoche‘). Nach Ausbruch des Zweiten Weltkrieges ließ er sich in Lwów nieder und wurde nach der Besetzung Ostpolens durch die Rote Armee am 17. September 1939 Herausgeber der Zeitschrift Czerwony Sztandar (‚Rotes Banner‘). Daneben begann er dort auch eine Tätigkeit für die Zeitschrift Nowe Widnokręgi (‚Neue Horizonte‘) und trat als Mitglied in die Kommunistische Partei der Sowjetunion (KPdSU) ein. Zu Beginn des Deutsch-Sowjetischen Krieges 1941 flüchtete er nach Zentralasien, von wo aus er nach Moskau berufen wurde. Er wurde aktives Mitglied in dem im März 1943 gegründeten Bund Polnischer Patrioten ZPP (Związek Patriotów Polskich) und arbeitete auch in der Redaktion von Nowe Widnokręgi, die seit Mai 1942 in Moskau erschien. 1944 ging er nach Lublin und wurde Mitarbeiter in der Wirtschaftsabteilung des sogenannten „Lubliner Komitee“, des Polnischen Komitees zur Nationalen Befreiung PKWN (Polski Komitet Wyzwolenia Narodowego). 1944 wurde er zudem Mitglied der Polnischen Arbeiterpartei PPR (Polska Partia Robotnicza) bei, die am 5. Januar 1942 im Untergrund in Warschau gegründet wurde. Im Herbst 1944 begann er eine berufliche Tätigkeit als Redakteur der Zeitung Głos Ludu (‚Die Stimme des Volkes‘) und war ferner Leiter des Verlages Książ i Wiedza.

### Chefredakteur, Polnischer Oktober 1956 und ZK-Mitglied
Roman Werfel war zwischen September und Dezember 1945 Stellvertretender Leiter der Propagandaabteilung des ZK der PPR. Am 29. Dezember 1945 wurde er für die PPR Mitglied des Nationalrates (Krajowa Rada Narodowa), dem er bis 1947 angehörte. Während dieser Zeit war er Mitglied der Ausschüsse zur Erarbeitung des Wahlgesetzentwurfs, für die Entwicklung des Entwurfs der Regeln der Volksabstimmung sowie für Schatz und Haushalt. 1947 wurde er Kandidat des ZK der PPR und daraufhin auf dem I. (Gründungs-)Parteitag der Polnischen Vereinigten Arbeiterpartei PZPR (Polska Zjednoczona Partia Robotnicza) (15. bis 22. Dezember 1948) Kandidat des ZK und hatte diese Funktion nach seiner Bestätigung auf dem II. Parteitag (10. bis 17. März 1954) bis zum III. Parteitag (10. bis 19. März 1959) inne. Nachdem er zwischen 1949 und Januar 1952 Chefredakteur der Zeitschrift Głos Ludu war, war er als Nachfolger von Franciszek Fiedler zwischen Januar 1952 und seiner Ablösung durch Stefan Wierbłowski 1959 Chefredakteur von Nowe Drogi (‚Neue Wege‘), eine von 1947 bis 1989 vom Parteiverlag Prasa-Książka-Ruch herausgegebene ideologische Monatszeitschrift des ZK der PZPR. Er war zugleich zwischen März und Mai 1956 zusammen mit Leon Kasman, Jerzy Morawski und Walenty Titkow Mitglied des Chefredakteurkollektivs des Parteiorgans Trybuna Ludu (‚Volkstribun‘).
Während der Zeit des Polnischen Oktober 1956 gehörte Roman Werfel im Machtkampf innerhalb der PZPR der nach einem Komplex modernistischer Mietshäuser in der Ul. Puławska 24 und 26 in Warschau benannten „Pulawy“-Gruppe (Puławianie) unter Führung von Roman Zambrowski und Leon Kasman an, die hauptsächlich aus Intellektuellen und Aktivisten bestand, die im ersten Jahrzehnt Volkspolens aktiv waren. Die Pulawy-Fraktion stand in Opposition zur Natolin-Fraktion um Zenon Nowak, Wiktor Kłosiewicz, Hilary Chełchowski, Aleksander Zawadzki, Władysław Kruczek, Władysław Dworakowski, Kazimierz Mijal, Franciszek Mazur, Bolesław Rumiński, Franciszek Jóźwiak und Stanisław Łapot, die gegen die Liberalisierung des kommunistischen Systems war, und die nationalistische und antisemitische Parolen proklamierte, um in der PZPR an die Macht zu kommen.
Auf dem III. Parteitag (10. bis 19. März 1959) wurde Werfel Mitglied des ZK der PZPR und gehörte diesem Führungsgremium bis zum IV. Parteitag (15. bis 20. Juni 1964) an. Ein Jahr später wurde er am 1. März 1960 Sekretär für Propaganda im Parteikomitee der Woiwodschaft Breslau und bekleidete diese Funktion bis zum 31. Oktober 1963. Zugleich war er zwischen dem 3. März 1960 und dem 31. Oktober 1963 auch Mitglied des Exekutivkomitees des PZPR-Komitees der Woiwodschaft Breslau. Nach Beendigung dieser Tätigkeit wurde er 1963 Direktor der Abteilung für Geschichte der polnisch-sowjetischen Beziehungen der Polnischen Akademie der Wissenschaften PAN (Polska Akademia Nauk). 1968 erfolgte sein Parteiausschluss aus der PZPR. Trotz intensiver Bemühungen wurde er erst 1983 rehabilitiert und wieder in die PZPR aufgenommen. Er emigrierte nach Großbritannien, wo er 2003 verstarb.

## Veröffentlichungen
- Berlin?, Roman, 1961
- Młode pokolenie zachodu, Roman, 1965
- Wietnam bez ostatniego rozdziału, 1967